# Gaál Attila
Gaál Attila (Nyíregyháza, 1944. június 9. – 2021. december 8. vagy előtte) magyar régész, múzeumigazgató.

## Életpályája
1950–1959 között a szekszárdi Garay téri fiúiskolába járt. 1959–1963 között a szekszárdi Garay János Gimnáziumban tanult, itt érettségizett. Érettségi után tanított Tengelic-Szőlőhegyen, Mucsiban, Kölesden. 1965–1968 között a Pécsi Tanárképző Főiskola történelem–testnevelés szakos hallhatója volt. 1969–1972 között ELTE történelem szakán tanult.
1969–1974 között a szekszárdi Béri Balog Ádám Múzeum asszisztense, 1974–1981 között a múzeum régészeti gyűjteményének kurátora, 1981–1993 között igazgató-helyettese, 1993–2011 között igazgatója volt.
1980-ban védte meg doktori értekezését. 1987-ben búvárengedélyt kapott, a Duna bölcskei szakaszán irányította a nagyméretű késő római kikötőerőd búvárrégészeti feltárását. 1993-tól a Magyar Régészeti és Művészettörténeti Társulat Búvárrégészeti Szakosztályának alapító tagja. 2011-ben nyugalomba vonult.

## Munkássága

### Ásatások
- 1975–1977 között Dombóvár-Békatópuszta
- 1975–1986 között Szekszárd-Újpalánk
- 1986–1994 között Víz alatti kutatások a római Burgus Bölcskénél
- 1996–1998 között Víz alatti kutatások vezetője az 1806-ban elsüllyedt holland Bato hadihajónál, a dél-afrikai Fokváros közelében[2]
- 2005: kutatások a Tolna-Selyemgyári 18. századi temetőben

Fő kutatási területe a középkori és török hódoltságkori régészet. Régészeti vezetője volt a dél-afrikai-magyar együttműködésben megkezdett hajófeltárási munkálatoknak Fokvárosban. Igazgatósága idején a szekszárdi múzeum komoly eredményeket ért el az autópályák építéséhez kapcsolódó, több százezer négyzetmétert érintő feltárások és feldolgozások tekintetében, illetve a 2005-ben megnyitott Örökségünk című kiállítás megszervezésében.

## Művei
- Kőhegyi Mihály: Tolna megye Pesthy Frigyes helynévtárában (1972)
- Tolna vármegye múzeumának megalakulása és közművelődési tevékenysége a század első évtizedeiben (1977)
- Későrómai sírok Mözs-Kakasdombon (1979)
- Az ólommegmunkálás eszközei az újpalánki (Tolna megye) török palánkvár régészeti anyagában (Iparrégészeti kutatások Magyarországon, 1981)
- A Szekszárdi Múzeum hódoltságkori rézedényei (ComArchHung, 1983)
- Török palánkvárak a buda-eszéki út Tolna megyei szakaszán (Magyar és török végvárak (1663-1684) (Studia Agriensia 5. 1985)
- Bölcske-Dunameder (Az 1992. év régészeti kutatásai, RégFüz Ser. 1. No. 46., 1994)
- IV-V. századi kerámiaedények a Duna-meder bölcskei (Tolna m.) szakaszáról (1998)
- A dombóvár-békatói 16-17. századi temető (In: A hódoltság régészeti kutatása, 2002)
- Wosinsky Mór emlékezete (In: Wosinsky Mór „…a jeles pap, a kitűnő férfiú, a nagy tudós…” 1854–1907 (2005)
- A bölcskei kikötőerőd kutatástörténete (In: A bölcskei kikötőerőd, 2009)

## Díjai
- Szocialista Kultúráért díj (1978, 1987)
- Magyar Köztársasági Arany Érdemkereszt (2004)[3]

## Fordítás
- Ez a szócikk részben vagy egészben  az   Attila Gaál című német Wikipédia-szócikk ezen változatának fordításán alapul.  Az eredeti cikk szerkesztőit annak laptörténete sorolja fel. Ez a jelzés csupán a megfogalmazás eredetét és a szerzői jogokat jelzi, nem szolgál a cikkben szereplő információk forrásmegjelöléseként.